# Fernanda Ribeiro
Maria Fernanda Moreira Ribeiro OIH • GCIH (Penafiel, 23 de Junho de 1969) é uma atleta portuguesa, especialista em corridas de fundo e meio fundo. Uma das maiores referências portuguesas na modalidade, sagrou-se em 1996, campeã Olímpica, dos 10000 metros em Atlanta, tornando-se na terceira atleta nacional a conseguir o ouro olímpico, depois de Carlos Lopes e Rosa Mota. Sendo a atleta portuguesa mais medalhada de sempre, alcançou, entre outros feitos, a medalha de bronze nos Jogos Olímpicos de Sydney 2000 e os títulos de campeã do Mundo, campeã da Europa e bicampeã europeia de pista coberta. Teve a honra de receber a Medalha Olímpica Nobre Guedes e foi convidada a ser a porta-estandarte da comitiva portuguesa, na abertura dos Jogos Olímpicos de Atlanta, que terminariam com Fernanda Ribeiro a bater o record olímpico dos 10000 metros.

## Carreira

### Os primeiros passos no Atletismo
Desde muito nova Fernanda Ribeiro demonstrou interesse pelo atletismo. Com capacidades únicas para a sua idade, despertou a cobiça de vários clubes logo aos 10 anos de idade. Depois de uma breve passagem pelo Valongo, de Susão, foi no Kolossal que a jovem de Penafiel começou a competir a nível oficial. No escalão de iniciada, logo dá provas do seu invulgar talento, ao classificar-se em 2.º lugar atrás de Rosa Mota, na meia-maratona da Nazaré. Em 1982, sagra-se campeã nacional de iniciados e juvenis, em 1500 metros e é naturalmente contratada por um dos melhores clubes nacionais de atletismo, o Futebol Clube do Porto. A aposta demonstrou-se totalmente justificada e em 1983, Fernanda era já a recordista nacional de iniciados, juvenis e juniores, tanto em 1500 metros, como nos 3000 metros.
Na antecâmara dos sucessos futuros a nível sénior, a atleta dos Dragões consegue os seus primeiros grandes resultados a nível internacional, nos anos de 1986 e 1987, conquistando o 4.º lugar no Mundial Júnior, de Atenas, em 3000 metros. Na mesma distância e apenas um ano depois, sagra-se campeã europeia do escalão, na cidade inglesa de Birmingham, com um tempo de 8.56,33, estabelecendo um novo record nacional de juniores. Esta impressionante vitória valeu à atleta, a convocatória para os Mundiais de Roma, do mesmo ano, com apenas 18 anos de idade. Esta foi a segunda experiência de grandes competições internacionais, a nível sénior, depois de não ter passado das qualificações nos Europeus de Estugarda. Valeu sobretudo pela experiência adquirida, já que a jovem nortenha não foi além do penúltimo lugar da meia final, apenas à frente da vice-campeã europeia de juniores, a romena Calenic, que tinha sido derrotada por Fernanda, em Birmingham.

### Estreia frustrante nos Jogos Olímpicos
Com a motivação resultante de ter conseguido os mínimos olímpicos para os Jogos de Seul, as suas primeiras Olimpíadas com apenas 19 anos de idade, Fernanda Ribeiro sagrou-se vice-campeã mundial de juniores, em 3000 metros. A medalha de prata foi conseguida na cidade canadiana de Sudbury, de forma surpreendente, depois de ter sido apenas quinta classificada na meia final do dia anterior. Nos Jogos Olímpicos, melhorou o seu tempo da final do mundial de juniores em quase 10 segundos, mas tal não foi suficiente para fazer melhor que o 13.º lugar da sua meia final. A diferença entre os atletas do seu escalão e a fina nata mundial sénior provava ser ainda muito grande, mas a atleta do Futebol Clube do Porto deixava boas indicações para o futuro.
No caminho para Barcelona 1992, as coisas não saíram da forma que Fernanda Ribeiro esperava, com resultados muito aquém do esperado. Nos Europeus de Split, em 1990, não passou das qualificações dos 3000 metros e em 10000 metros desistiu a meio da prova. Nos seus segundos campeonatos do mundo, em Tóquio, as coisas não correram melhor e a jovem penafidelense ficou-se pelas meias finais, repetindo o resultado de 4 anos antes. Foi sem espanto, que os resultados não diferiram muito em Barcelona, 1992, com um 9.º lugar na sua meia-final e consequente eliminação. Com 23 anos, a campeã europeia e vice-campeã mundial de juniores estava a sentir claras dificuldades de transição para a competição sénior e os fracos resultados levaram-na a ponderar mesmo o abandono do atletismo.

### Campeã da Europa e do Mundo
É em 1993 que tudo muda. Já com novo treinador, João Campos, alcança o 10º lugar nos Mundiais de Estugarda, já uma marca de muito respeito e que provava que Fernanda Ribeiro tinha qualidade para bem mais do que estava a render. No ano seguinte, em pista coberta, a atleta alcança a sua primeira medalha em grandes competições seniores, e logo o ouro. Em Paris, a atleta portista não só se sagrou campeã da Europa indoor, como bateu o recorde nacional dos 3000 metros, que pertencia a Albertina Dias. Estava a iniciar-se uma brilhante carreira a nível de conquistas internacionais, e no mesmo ano, Fernanda Ribeiro tornou-se também campeã da Europa em 10000 metros, desta feita ao ar livre, em Helsínquia. Num evento fabuloso para as cores nacionais (Manuela Machado sagrou-se campeã europeia da maratona), Fernanda Ribeiro dominou a corrida e melhorou o seu recorde nacional para 31.04,25, à frente de Conceição Ferreira, que trouxe a prata para Portugal. Em 1995, mais medalhas para a fundista, com os títulos de campeã mundial nos 10000 metros e vice-campeã mundial nos 5000 metros. Na prova mais longa, Fernanda Ribeiro ficou 4 segundos à frente de Derartu Tulu, campeã olímpica em Barcelona, quatro anos antes, e bateu o recorde dos campeonatos. Esta vitória valeu-lhe também um Mercedes, apesar de à época não ter carta de condução.  Ao conseguir a medalha de prata nos 5000 metros, 3 dias depois, ficando apenas atrás da irlandesa O´Sullivan, a atleta portuguesa fez história, tornando-se na primeira a fazer a chamada "dobradinha" em Campeonatos do Mundo. Antes dos Jogos Olímpicos de 1996, ainda houve tempo para revalidar, em Estocolmo, o seu título de campeã europeia de pista coberta nos 3000 metros.

### Campeã Olímpica em Atlanta
Os dados para Atlanta estavam lançados. Fernanda Ribeiro chegava às suas terceiras Olimpíadas, mas ao contrário de Seul 1988 e Barcelona 1992, desta feita com aspirações legítimas a uma medalha olímpica, defendendo o seu estatuto de campeã mundial e bicampeã europeia. Isso contribuiu em parte, para que fosse convidada a ser a porta-estandarte da comitiva portuguesa, tendo a atleta tido a honra de transportar a bandeira nacional na cerimónia de abertura dos Jogos Olímpicos de Atlanta. A 9 de Junho de 1995 foi feita Oficial da Ordem do Infante D. Henrique. A 2 de agosto de 1996, com a medalha de prata mais que assegurada, Fernanda Ribeiro proporcionou um dos momentos mais brilhantes do desporto português e uma das finais de 10000 metros mais espetaculares de sempre. Na última volta, a atleta chinesa Wang Junxia, recordista mundial da distância e já sagrada campeã olímpica dos 5000 metros, acelerou violentamente o ritmo, mas nunca conseguiu mais do que 4 metros de vantagem sobre Fernanda Ribeiro que protagonizou uma espectacular recuperação. Com um final de prova demolidor, a fundista nacional surpreendeu tudo e todos, incluindo a super-favorita chinesa e fez uma ultrapassagem impensável, disparando para um novo recorde olímpico de 31.01,63 e sagrando-se campeã olímpica dos 10000 metros, a terceira medalha de ouro na história olímpica de Portugal. Fernanda Ribeiro era a partir dessa altura campeã olímpica, campeã do mundo e campeã europeia, um feito só ao alcance dos melhores desportistas mundiais.

### Mais medalhas
Tendo já conquistado tudo o que havia para ganhar, a ambição da nortenha não esmoreceu e 1997 foi mais um ano de vitórias, com mais três medalhas conquistadas. A nível indoor, conquistou a sua única medalha em campeonatos do mundo, com o bronze em Paris 1997, alcançado na prova dos 3000 metros, com o tempo de 8.49,79. Ao ar livre garantiu o bronze nos 5000 metros e a prata nos 10000, repetindo o score de duas medalhas ganhas dois anos antes, nesta mesma competição. No ano seguinte, Fernanda conseguiu mais 2 segundos lugares, desta vez em campeonatos europeus, de pista coberta e ar livre. Em Valência, nos 3000 metros, a corredora do FC Porto fez um tempo de 8.51,42, enquanto que em Budapeste realizou os 10000 metros em 31.32,42. No final do ano, tinha mais 2 medalhas de prata para juntar ao seu já longo palmarés. A 6 de Outubro de 1998 foi elevada a Grã-Cruz da Ordem do Infante D. Henrique. No entanto, 1999 seria um ano negro na sua carreira. À partida para os Mundiais de Sevilha, a expectativa era naturalmente de conquistar mais uma medalha, depois dos quatro lugares de pódio nos últimos dois campeonatos mundiais. A atleta portuguesa ia em 4.º Lugar, quando se sentiu sem forças e desistiu, saindo da corrida visivelmente abalada. O ano mau seria agravado com a sua primeira experiência na Maratona, que terminou também em desistência, em Londres. Esta tentativa falhada terá dado força à manutenção da portuguesa de 30 anos, no atletismo de pista, mais concretamente nos 10000 metros, numa altura em que havia alguma incerteza sobre que rumo dar à sua carreira.

### Bronze olímpico em Sydney
Na chegada à capital australiana, Fernanda Ribeiro não estava tão confiante como quatro anos antes. O ano anterior tinha sido terrível a nível de resultados, mas conforme os dias na aldeia olímpica iam passando, a confiança ia aumentando. Durante a final da prova, a inglesa Paula Radcliffe tomou o controlo da corrida logo desde o início, com uma passada terrível. As etíopes Derartu Tulu e Gete Wami, e a queniana Tegla Laroupe eram, a par da inglesa, as maiores ameaças, mas a corredora nacional não perdeu contacto com a frente da corrida. As cinco destacaram-se do pelotão e aos 4 quilómetros já tinham 50 metros de avanço para as restantes. Aos 7 quilómetros a passada de Radcliffe aumenta e Laroupe perde terreno definitivamente, deixando quatro lugares em disputa para apenas três medalhas. Ao tocar da sineta para a última volta, logo as etíopes atacam e deixam as europeias surpreendidas e sem espaço de reação, decidindo entre si a vitória. Derartu Tulu, que havia sido medalha de ouro em Barcelona, recuperou o título perdido para a portuguesa e bateu também o seu recorde olímpico, deixando a medalha de prata para a sua colega, Gete Wami. Para Fernando Ribeiro restava a luta pelo último lugar do pódio, e uma volta final de sacrifício garantiu-lhe o record nacional, com 30:22.88, e mais importante, o bronze em detrimento da inglesa Paula Radcliffe, que acabou a prova num sempre ingrato 4º Lugar, depois de ter passado a corrida inteira na liderança. Desta forma a fundista de 31 anos conseguia mais um feito histórico, ao tornar-se a 4ª desportista nacional a garantir 2 medalhas em Jogos Olímpicos, igualando o feito de Luís Mena e Silva, Carlos Lopes e Rosa Mota.

### Final de carreira
Depois dos jogos de Sydney, não mais a atleta nortenha conseguiu medalhar em grandes competições internacionais. Os Europeus de Munique, em 2002 e os Mundiais de Paris, em 2003, acabaram em desistência nos 10000 metros. Na capital alemã, as lesões acabaram por impedir um desfecho melhor, com o abandono à passagem da meia légua, devido a problemas gástricos. No dia seguinte, não recuperada do problema, a atleta também desistiu de participar nos 5000 metros. Um ano depois, foi o tendão de Aquiles a condicionar a prova da fundista, que desistiu à passagem da 11.ª volta da prova. Em 2004 deu-se a quinta participação de Fernanda Ribeiro nos Jogos Olímpicos. Não houve desta vez espaço para um brilharete e a possibilidade de conquista de uma medalha era já pouco mais que um sonho distante. Foi sem surpresa que se deu a desistência nos 10000 metros em Atenas, quando ia completamente afastada dos lugares da frente (16º Lugar a sete voltas do final), naquela que foi a despedida da campeã olímpica das provas de pista, ao mais alto nível. Pouco tempo depois da despedida olímpica, Fernanda Ribeiro transferiu-se para o Valencia Terra i Mar. Esta que foi a sua primeira aventura no estrangeiro, durou até 2008, ano em que a equipa espanhola se sagrou campeã da Europa de corta-mato, por clubes, no sector feminino. Como individual, e já com 39 anos, a portuguesa apostou na maratona, depois de falhar o acesso à sua sexta participação nas Olimpíadas. A aposta não deu os frutos pretendidos, pois nos Europeus de Barcelona, em 2010, a campeã portuguesa não aguentou o elevado ritmo da prova e foi forçada a abandonar.
No seu currículo fica o título de campeã olímpica, campeã mundial, bicampeã da Europa e uma medalha de bronze nos Jogos Olímpicos, no conjunto de 12 medalhas em grandes competições internacionais, o que é até hoje recorde absoluto no atletismo português.

## Palmarés

### Jogos Olímpicos
- Atenas 2004 (10000 metros) — (Desistiu)
- Sydney 2000 (10000 metros) — Medalha de Bronze
- Atlanta 1996 (10000 metros) — Medalha de Ouro
- Barcelona 1992 (3000 metros) — (Qualificações)
- Seul 1988 (3000 metros) — (Meias-Finais)

### Campeonatos do Mundo
- Paris 2003 (10000 metros) — (Desistiu)
- Sevilha 1999 (10000 metros) — (Desistiu)
- Atenas 1997 (10000 metros) — Medalha de Prata
- Atenas 1997 (5000 metros) — Medalha de Bronze
- Gotemburgo 1995 (10000 metros) — Medalha de Ouro
- Gotemburgo 1995 (5000 metros) — Medalha de Prata
- Estugarda 1993 (10000 metros) — (10º lugar)
- Tóquio 1991 (3000 metros) — (Meias-Finais)
- Roma 1987 (3000 metros) — (Meias-Finais)

### Mundiais de Pista Coberta
- Paris 1997 (3000 metros) — Medalha de Bronze

### Campeonatos da Europa
- Barcelona 2010 (Maratona) — (Desistiu)
- Munique 2002 (10000 metros) — (Desistiu)
- Budapeste 1998 (10000 metros) — Medalha de Prata
- Helsínquia 1994 (10000 metros) — Medalha de Ouro
- Split 1990 (3000 metros) — (Qualificações)
- Split 1990 (10000 metros) — (Desistiu)
- Estugarda 1986 (3000 metros) — (Qualificações)

### Europeus de Pista Coberta
- Valência 1998 (3000 metros) - Medalha de Prata
- Estocolmo 1996 (3000 metros) - Medalha de Ouro
- Paris 1994 (3000 metros) - Medalha de Ouro

### Outros Títulos
Campeonatos Ibero-americanos:
- (1990 — Manaus) 3000 metros — Medalha de Bronze
- (2000 — Rio de Janeiro) 5000 metros — Medalha de Ouro
- (2004 — Huelva) 5000 metros — Medalha de Ouro

Jogos da Lusofonia:
- (2006 — Macau) Meia Maratona — Medalha de Prata

Campeonatos Nacionais:
- 5 Campeonatos Nacionais 1500 metros: (1989, 1990, 1995, 1998, 1999)
- 4 Campeonatos Nacionais 5000 metros: (2000, 2002, 2004)
- 3 Campeonatos Nacionais 10000 metros: (1992, 1996, 2008)
- 1 Campeonato Nacional Maratona: (2009)
- 1 Campeonato Nacional corta-mato: (2003)

Mundiais de juniores:
- (1988 — Sudbury) 3000 metros — Medalha de Prata

Europeus de juniores:
- (1987 — Birmingham) 3000 metros — Medalha de Ouro

## Recordes pessoais
- 800 metros: 2.05,71 (Espinho — 1998)
- 1500 metros: 4.05,97 (Funchal — 1997)
- 3000 metros: 8.30,66 (Mónaco — 1999)
- 5000 metros: 14.36,45 (Hechtel — 1995) (Recorde Nacional)[21]
- 10000 metros: 31:01,63 (Atlanta, 1996) — (Recorde Olímpico)
- 10000 metros: 30.22,88 (Sydney, 2000) (Recorde Nacional)[21]
- Meia-maratona: 1.08,23 (Lisboa — 2000)
- Maratona: 2.29,48 (Hamburgo — 2006)